# 德拉克鲁瓦站
德拉克鲁瓦站（Delacroix）是布鲁塞尔地铁2号线和6号线的车站，位于比利时布鲁塞尔首都大区安德莱赫特。

## 名称
该站得名于附近的德拉克鲁瓦街（Rue Léon Delacroix/Léon Delacroixstraat），其以比利时首相莱昂·德拉克鲁瓦命名。